# Georges Bernier

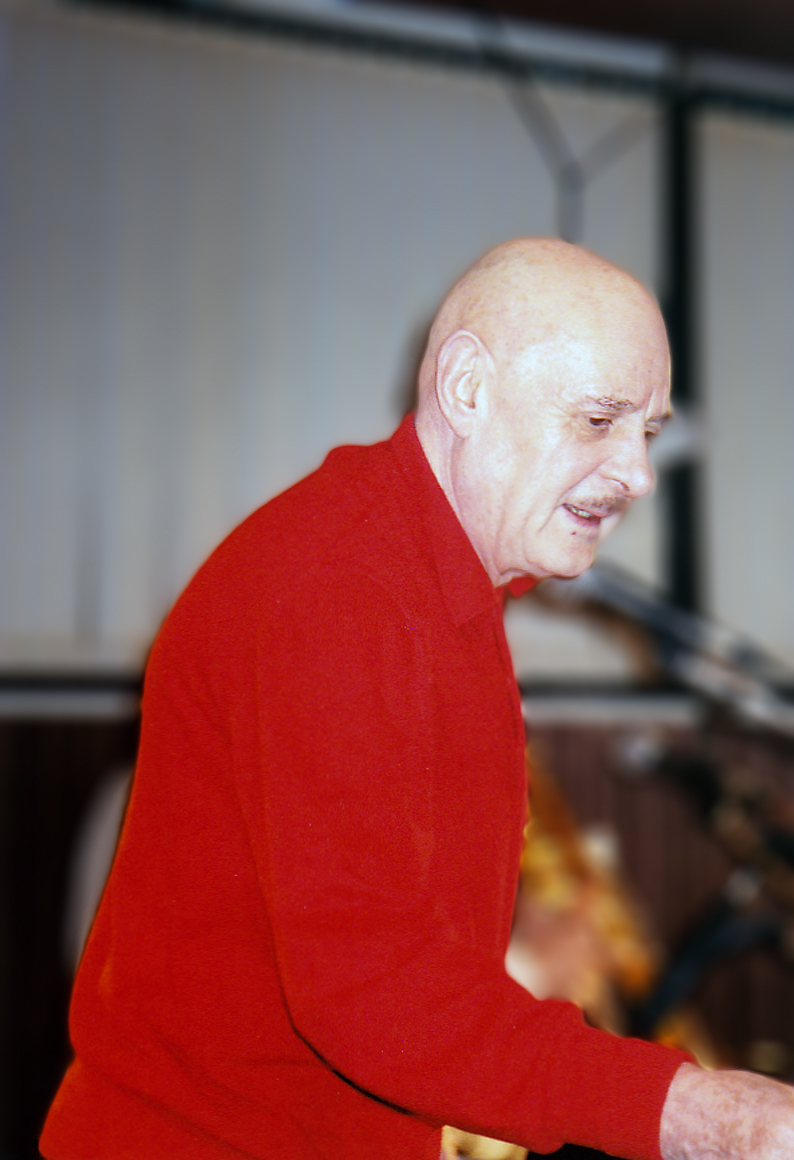
Georges Bernier

Georges Bernier, pseudonymen Profeseur Choron, född 21 september 1929 i La Neuville-aux-Bois, död 10 januari 2005 i Paris, var en fransk skribent, journalist och sångare.
Bernier blev faderlös som elvaåring och växte upp med sin mor i Aubréville i departementet Meuse under små omständigheter. Han försörjde sig i olika yrken och blev fallskärmsjägare under drygt två år med tjänstgöring i Indokina. Därefter arbetade han på den satiriska tidskriften Zéro och mötte där François Cavanna och Fred, med vilka han 1960 startade Hara-Kiri och Éditions du Square. Han deltog i redaktionsarbetet i olika funktioner, bland annat som skribent.
Han skrev även visor, som han framförde på scen, med ackompanjemang av bland andra tecknaren Philippe Vuillemin. 
Bernier var sambo med Odile Vaudelle (1934–1985) och fick med henne dottern komediennen Michèle Bernier (född 1956), och senare med Sylvia Lebègue, som 2014 publicerade boken Choron et moi om livet med Bernier innefattande våld i hemmet och prostitution.

## Diskografi i urval
- Cot-cot-codet och Caca chocolat, Editions du Square
- Les pages rouges du bottin, Klébar Records/Musidisc
- Boum boum badaboum le Professeur Choron chante ses chansons